# Bartolomé Colombo
Bartolomé Colombo – piłkarz argentyński, obrońca.
Jako gracz klubu Argentinos Juniors Buenos Aires wziął udział w turnieju Copa América 1937, gdzie Argentyna zdobyła tytuł mistrza Ameryki Południowej. Colombo zagrał w końcówkach dwóch meczów - z Peru i Urugwajem. Za każdym razem zastępował na boisku Celestino Martíneza.
Jako piłkarz klubu San Lorenzo de Almagro wziął udział w turnieju Copa América 1941, gdzie Argentyna kolejny raz zdobyła tytuł mistrza Ameryki Południowej. Colombo zagrał w dwóch meczach - z Ekwadorem i Urugwajem.
Wciąż jako gracz klubu San Lorenzo wziął udział w turnieju Copa América 1945, gdzie Argentyna znów zdobyła tytuł mistrza Ameryki Południowej. Colombo zagrał we wszystkich sześciu meczach - z Boliwią, Ekwadorem, Kolumbią, Chile, Brazylią i Urugwajem.
W 1946 roku Colombo razem z klubem San Lorenzo zdobył jedyny w swej karierze tytuł mistrza Argentyny.
Colombo w barwach San Lorezno rozegrał 238 meczów. Występował także w połączonym zespole klubów Argentinos Juniors i Atlanta Buenos Aires oraz w drużynie Gimnasia y Esgrima La Plata. W 1949 roku grał w drugoligowym zespole Almagro Buenos Aires.
Colombo rozegrał w reprezentacji Argentyny 17 meczów, w których nie zdobył żadnej bramki.